# 洛斯巴尔瓦塞斯
洛斯巴尔瓦塞斯（西班牙語：Los Balbases）是西班牙卡斯蒂利亚-莱昂布尔戈斯省的一个市镇。总面积64平方公里，总人口341人（2001年），人口密度5人/平方公里。